# Верхнекарачанское сельское поселение
Верхнекарачанское сельское поселение — муниципальное образование в Грибановском районе Воронежской области.
Административный центр — село Верхний Карачан.

## История
Верхнекарачанское сельское поселение основано в начале XVIII века — в 1706 году. Название дано по реке Карачан, на которой оно расположено (тюркское «кара» - чёрный, «чан» - яма).

## Административное деление
Состав поселения:
- село Верхний Карачан,
- поселок Дмитриевка 2-я,
- село Средний Карачан.